# Anton Schalk
Anton Schalk (22. května 1868 Linec – 4. července 1951 Mondsee) byl rakouský a český politik německé národnosti, na počátku 20. století poslanec Českého zemského sněmu a Říšské rady.

## Biografie
Na přelomu století se zapojil do zemské i celostátní politiky. Ve volbách v roce 1901 byl zvolen do Českého zemského sněmu v kurii městské (volební obvod Žatec). Politicky patřil k všeněmcům. Ve volbách roku 1901 byl zvolen do Říšské rady (celostátní zákonodárný sbor), za kurii městskou, obvod Stříbro, Kladruby, Tachov atd.
Po roce 1918 působil v Rakousku jako vydavatel všeněmecky orientovaných periodik. V srpnu 1918 takto začal vydávat ve Vídni list Wiener Mittag.